# 李花山
淮陽公主（686年—704年11月17日），唐朝公主，名花山，是中國唐朝第五代皇帝唐睿宗李旦的第三女，母王德妃，惠宣太子李業、涼國公主的同母姐妹。
由於母亲王德妃早逝，李花山与哥哥、妹妹皆由从母賢妃王芳媚照顧。690年，父亲唐睿宗被废，此时，她年仅四岁，未及获得公主封号。武周長安年間，封淮陽縣主，十七岁嫁琅邪王氏王承慶，王承慶官至太子少詹事、臨沂公。長安四年十月十六日，淮陽公主疑似因生產而亡，去世於東都洛陽永豐里私邸，享年十九歲。兩人育有一女王憐兒，王承慶此後似乎並未再娶，也沒有子嗣。
父亲睿宗在景雲年間再次登基時，大封親屬，景雲二年七月十六，下制追封女儿為淮陽公主，隨後遷葬於長安城南少陵原。並將七歲的外孫女封為永寧郡君，並賜宅邸與財產。據惠宣太子的本傳，淮陽公主與涼國公主的孩子都由惠宣太子撫養，王憐兒可能也受到了舅父與王賢妃的照護。
開元五年，王憐兒嫁給汾陰薛君，王憐兒出嫁後不久，淮陽公主駙馬王承慶去世。
《全唐诗》92卷收录李乂所作的《淮陽公主挽歌》：
玉颜生汉渚，汤沐荣天女。金缕化邙尘，哀荣感路人。凤凰曾作伴，蝼蚁忽为亲。畴日成蹊处，秾华不复春。